# 受管制物質
受管制物質（英語：Controlled substance）指的是那些在生產、擁有、或是使用方面均受到政府管制的藥物，或是化學物質，例如依法公佈的禁藥，或是處方藥。一些國際條約，特別是《麻醉品單一公約》、《精神藥物公約》、和《聯合國禁止非法販運麻醉藥品和精神藥物公約》，把世界各國間合意的管制物質“分級表”彙整建立之後，納入各國的法律；但是各國的相關法律通常會以這些國際公約為基礎，做大幅擴充。
一些可用於生產非法藥物的前體化學物，即使本身或會缺乏終端產品的藥理活性作用，許多國家仍將它們歸類為受管制物質。這些物質是按照它們潛在的精神藥物性質作分類。許多處方藥，例如抗生素，並未被歸類為管制藥物。

## 法律與執法
在美國，緝毒局是聯邦政府機構，負責執行《美國管制物質法案》（這項法案對於藥物本身，還有某些藥物的前體作管制），來抑制非法藥物的使用以及分銷。美國某些州對對於管制物質可能會在聯邦政府管制之外，再另外加上額外的限制。在歐巴馬總統執政期間，聯邦政府對於那些已有限制大麻使用法律的各州，自願終止執行聯邦法律。
美國某些州制定法案，禁止醫事人員針對《美國管制物質法案》分類中所列的物質，自行開立處方，以及/或者自身給藥。但並不禁止醫事人員對不列在分類中的藥物作自行開立處方的行為。
在英國，管制藥物的稱法為“controlled drug”（CD），描述的是受到《1971年不當使用藥物法案》 所管制的藥物。其他國家的管制藥物相關法律包括有加拿大的《管制藥物和物質法案》和紐西蘭的《1975年不當使用藥物法案》，在中華民國則有“管制藥物管理條例”（最後修正日期為2017年）等。
而在歐盟，有關管制的法律是由會員國個別制定，對於化學物質管制的種類和方式，各國立法差異甚大。只有管制藥物前體的法律是在聯盟層級達成立法。

## 使用管制物質進行研究
在大多數國家，通常研究人員的誤解是法律允許在無政府許可的情況下，可使用少量管制藥物作非臨床/非活體內的研究。一個典型的例子是在大量的化學品中（通常以10公斤作為計算單位）含有幾毫克或微升的管制藥物，用於體外測試。研究人員會以為使用如此少量藥物，會有某種形式的“研究豁免”。研發用化學品供應商經常會強調，並同時要求研究人員確認所購買的物質僅作研究之用，有可能更把這種錯誤觀點強化。
另一個誤解是，管制藥物相關法律僅列出數百種物質（例如，MDMA（台灣俗稱搖頭丸），芬太尼，苯丙胺（也稱為安非他命）等），並且可透過查詢CAS登記號碼、化學名稱、或類似識別碼來確定是否符合規定。但現實的情況是大多數國家頒布的是“通用名稱”
或“化學空間”法案，用意在管制所有與“被指名”的物質相似的化學物質，不論是提供馬庫西形式的詳細描述，或只提供類似的描述，均會受到管制。此外，多數因名稱而受到管制的物質擴展到所有醚、酯、鹽 (化學)、和立體異構物類。
由於立法中有這樣的複雜性，要在研究工作中鑑別出管制化學物，通常需要透過電腦進行，或者透過公司內部物流部門留存的樣本系統，或者使用商業應用程式。許多研究工作（尤其是在藥物化學的研究）往往是在數十公斤的化學物中僅摻有1到5毫克的管制藥物，檢測工作通常需要依賴電腦系統才能達成。有些藥物在一開始並沒受到管制，但是隨後又被列為管制。

### 已知研究豁免
瑞士
瑞士對某些歸類在目錄E的物質，法律包含有限度的豁免，但哪些物質會受到涵蓋，以及豁免範圍，均取決於物質本身，例如與芬太尼類似的化合物“允許作工業和科學用途。 私人不得使用。”對於對環己基苯酚（Cyclohexylphenol）“如果持有使用執照，把物質使用在工業上，則不受2011年5月25日《麻醉藥物管制條例》第5章和第6章的管制。如果這類物質的重量不超過100公克，公司不需要進出口許可證。” 此外，如果用於分析用途的管制藥物的濃度每毫升不超過1毫克時，也不需要進出口許可。
另有其他限制條件，例如年度總量限制，以及個人數量限制
英國
在《1971年不當使用藥物法案》中對於研究用途並無特定的豁免。但是根據2001年制定的不當使用藥物規定（Misuse of Drug Regulations 2001），只要滿足某些要求，包括不能用已知方法回收，不會對人類健康構成威脅，也不用在人類或動物身上，對含有少於1毫克管制藥物的產品（對於麥角酸二乙酰胺及其衍生物的限度為少於1微克），得有豁免。
規定初看起來似乎是允許供研究使用，但在大多數情況下，根據定義，使用的樣品都屬於“可回收”的狀態-為預備使用，樣品必須從二甲基亞碸或是水的緩衝溶液中“回收”。英國內政部在2017年還確認，對於樣品微量滴定板 中整體容器中所有管制藥物的總量不得超過1mg。有鑑於此，大多數公司和研究人員都不會用到這項豁免。
根據內政部，“大學研究部門（依據2001年不當使用藥物規定）在擁有和供應分類表中第二到第五類藥物，不需要申請許可證，但如果是要生產前述藥物，或是生產、擁有、或是供應第一類的藥物，則需申請執照。”
美國
在美國，在聯邦層級和《美國管制物質法案》中，尚無通用的研究豁免條款存在。
德國
根據德國的麻醉藥品交易法（BtMG）對於某些研究領域有部分的豁免。
對於每類藥物，BtMG允許本法附錄所列物質的製劑
a）不得用於人體或是動物體內，僅作診斷或分析使用，其中一種或多種麻醉劑的含量不超過0.001％，或製劑經過同位素改性過，或
b）如果不是本附件排除在外的製劑，也有豁免；
每個類別的確切百分比各有不同。另外，這個0.001％的規定是否允許其餘部分是緩衝溶劑或其他介質，或者如果擁有某種固體（例如，在稀釋前的重量是1毫克的樣品）是否需要申請執照，則並未敘明。

## 外部連結
- Laws of New York State, §3306: Schedules of controlled substances. （页面存档备份，存于） (under PBH Public Health, Article 33, Title I)
- Texas State Controlled Substance Act （页面存档备份，存于） (Health and Safety Code, Title 6, Chapter 481)